# کالین الکساندر
کالین الکساندر (انگلیسی: Colin Campbell; ۱۷ ژانویهٔ ۱۹۰۱ – ۲۵ دسامبر ۱۹۷۸) سیاست‌مدار اهل کانادا بود.